# Cueva de Maltravieso
La cueva de Maltravieso es una cueva situada en la ciudad de Cáceres, España, concretamente en la avenida de Cervantes, y curiosamente hoy integrada en el casco urbano de esta localidad cacereña. Fue ocupada por el hombre en distintos momentos de la Prehistoria. Se encuentra en el área caliza del sur de la capital cacereña, conocida popularmente como El Calerizo. Otras cuevas próximas son las de El Conejar y Santa Ana.
Un estudio reciente data las pinturas de manos de Maltravieso en una fecha mucho más temprana de la que se había barajado hasta ahora. La investigación internacional liderada por el Instituto Max Planck de Antropología Evolutiva y por la Universidad de Southampton, en la que han colaborado arqueólogos españoles y que ha empleado la datación uranio-torio, ha sido publicada en la revista estadounidense Science y fija en 66 700 años la antigüedad de una de las manos de la cueva, lo que podría certificar que sus autores fueron personas de la especie Neandertal porque no hay constancia de la presencia de Homo sapiens en la península ibérica en ese momento.

## Descubrimiento

### La cueva en la ciudad de Cáceres
En 1951, en el antiguo “camino de Maltravieso” situado en el término municipal de Cáceres, se estaba realizando una explotación de caliza para la obtención de cal. Debido a una explosión de un barreno, apareció una entrada a una cavidad que se correspondía con una de las salas de la cueva de Maltravieso. Los obreros penetraron a su interior y encontraron restos humanos asociados a cerámicas.
Posteriormente se exhuman varios cráneos de Homo sapiens, uno de los cuales presentaba una trepanación. Estos descubrimientos alertaron a varias personalidades locales, como Orti Belmonte (director entonces del Museo Provincial), el Conde de San Miguel (académico de Historia), Eduardo y Francisco Hernández Pacheco y José Álvarez Sáenz de Buruaga, quien difundió la noticia en el Archivo Español de Arqueología. Una figura destacada es la de Carlos Callejo Serrano, quien se convirtió en cronista y estudioso de dicha cavidad en los primeros años desde su descubrimiento.

Provincia de Cáceres. En el Calerizo de Maltraviesa (Cáceres), situado en las afueras de la capital, debido a la explosión de un barreno el día 8 de agosto, se produjeron grietas en una pared, y el consiguiente derrumbamiento de tierras, que motivó el hallazgo de una cueva. En ella aparecieron tres esqueletos y trozos de tiestos, todo desordenado. Los restos humanos estaban debajo de grandes piedras. Parece que hay más cavernas. En el exterior se encuentran abundantes restos de cerámica. Por personas competentes se ha dado a los restos una clasificación prehistórica, que parece compaginar con la opinión de Mélida sobre estas cavernas del Calerizo de Cáceres, algunas de ellas paleolíticas (Cat. Mon. De Cáceres p. 7), ya exploradas por D. Tomás Santibáñez hace medio siglo. En esa zona está la famosa y ya clásica en la arqueología española Cueva del Conejar, que publicó D. Ismael del Pan (Com. de Inv. Paleontológicas y Prehistóricas. Nota número 14), y que, juntamente con la del Boquique, son las más conocidas de la provincia (1).
José Álvarez Sáenz de Buruaga, XXIV Archivo Español de Arqueología, 1951

Actualmente, la expansión urbanística de la ciudad ha englobado a la cueva de Maltravieso en su interior, construyéndose en la zona de la cantera un parque público con su respectivo centro de interpretación y quedando cerrada la cueva al público.

### Reacciones en la prensa local
La aparición de los restos humanos, especialmente los cráneos, tuvo cierta repercusión en los medios de comunicación de Cáceres, tales como El Periódico de Extremadura y el Diario Hoy. Por los primeros restos arqueológicos encontrados por los obreros, se piensa que la cavidad fue ocupada en un momento impreciso de la Edad del Bronce, aunque posteriormente, Carlos Callejo lo asocia al Neolítico.

En las caleras de Maltravieso. En una cueva aparecen dos calaveras humanas. El juzgado interviene en el asunto.
El Periódico de Extremadura, 13 de agosto de 1951

Del hallazgo arqueológico de Cáceres. La cueva “misteriosa” de las calaveras y los huesos pueden pertenecer a la edad de bronce. Se carece de datos precisos por no haber sido encontrados objetos de cobre, hierro ni bronce.
El Periódico de Extremadura, 14 de agosto de 1951

A pesar de la importancia de los restos encontrados, las obras de la cantera continuaron, devorando unos 30 metros de la sala (denominada Sala del Descubrimiento por Carlos Callejo) y, por tanto, de la cueva. Cuando se paralizó la obra, la cueva permaneció en estado de abandono, ya que carecía de protección alguna, por lo que la entrada sin control a la cavidad y la realización de diversas actividades en su interior causaron graves alteraciones del conjunto arqueológico.

### Primeros materiales arqueológicos del descubrimiento
El sábado último, realizando excavaciones en una de las caleras de la zona de Maltravieso, próxima a la capital de Cáceres, un obrero de apodo “El Francés” observó que a consecuencia de la explosión de un barreno había quedado al descubierto la boca de una cueva natural [...]. El obrero de referencia penetró en la misma, encontrando dos calaveras humanas y algunos útiles domésticos y otros objetos.
Nota de prensa. 1 de agosto de 1951

Posteriormente el número de restos se amplió. En la monografía publicada en 1958 por Carlos Callejo, titulada La Cueva Prehistórica de Maltravieso, junto a Cáceres, se reconoce la existencia de al menos cuatro cráneos humanos junto con otros restos, como fragmentos mandibulares, un fragmento de pelvis y algunos huesos largos. En la actualidad solo se conserva una parte de este material. Algo similar ocurre con el material cerámico, ya que Carlos Callejo reconoce que al principio era abundante, pero en la fecha de la publicación de su monografía gran parte había desaparecido. Aparte del material arqueológico (huesos humanos y cerámica), también se recogieron restos paleontológicos que fueron estudiados por Miquel Crusafont Pairó y Francisco Hernández Pacheco, llegando a reconocer varias especies pleistocénicas, como Crocuta spelaea, Equus caballus y Rhinoceros.
Los materiales recuperados en el momento del descubrimiento se encuentran actualmente en el Museo de Cáceres. Entre ellos destaca el cráneo que presenta una trepanación en el parietal izquierdo, con signos de regeneración ósea, lo que indica que el individuo sobrevivió. En relación con el material cerámico proveniente de la Edad del Bronce, se conservan vasos toscos con decoraciones incisas, básicamente líneas paralelas.

## Estudios de Carlos Callejo Serrano (1956-1995)

### Descubrimiento del arte rupestre paleolítico

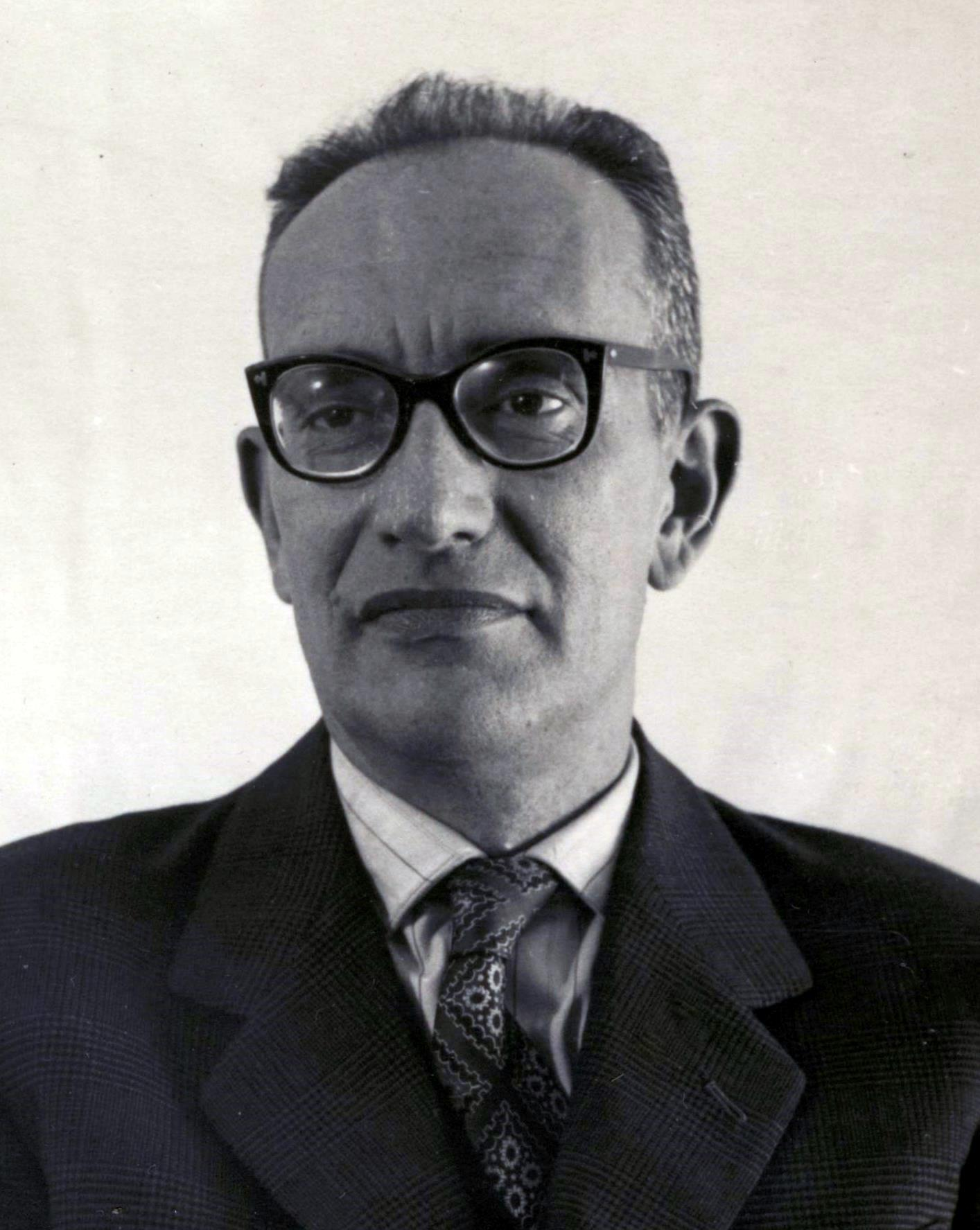
Carlos Callejo Serrano descubrió las pinturas rupestres de Maltravieso en 1956.

Durante una visita realizada a finales de 1956, Carlos Callejo Serrano, en su afán por conocer todo el recorrido de la cavidad, descubre la presencia de pinturas rupestres en las paredes. Este hecho pone de manifiesto la importancia de Maltravieso y la necesidad de su protección definitiva, ambos intereses mostrados durante 1957 en varias notas de prensa.
En 1958, Carlos Callejo presenta el primer estudio de la cavidad, denominado La Cueva Prehistórica de Maltravieso, junto a Cáceres, mostrando los restos humanos hallados, las cerámicas y un primer análisis de las pinturas, adscritas al Paleolítico Superior. Observa la presencia de nueve paneles con pinturas, con un total de tres motivos artísticos principales: manos en negativo, series de puntos y trianguliformes. Además deduce las técnicas usadas en su realización y sus posibles relaciones con otras manifestaciones artísticas europeas.

### Difusión de las pinturas paleolíticas
El descubrimiento de las pinturas, junto con la labor incesante de Carlos Callejo, fue mostrado a la comunidad científica del momento, llegando a atraer a prehistoriadores españoles de gran prestigio, como Martín Almagro y Francisco Jordá. Expusieron que las pinturas rupestres de Maltravieso son las primeras localizadas al suroeste de la península ibérica, alejadas de la tradicional zona de arte franco-cantábrica. Los nuevos estudios, junto con las exploraciones realizadas en 1959 por Carlos Callejo y Martín Almagro, permitieron descubrir nuevos restos humanos y nuevas pinturas rupestres. Estos hallazgos se publicaron en la Guía del visitante, redactada por Martín Almagro en 1969. Diez años después, en 1979, Eduardo Ripoll Perelló y José Alfonso Moure Romanillo publican los primeros grabados de Maltravieso.

### Protección de la cueva
En 1963, y debido al esfuerzo de diversos investigadores, la Cueva de Maltravieso es declarada Monumento Histórico Artístico, sobre la base de la ley republicana de Protección del Tesoro Artístico Nacional, vigente desde 1933. En la práctica, esta distinción no se hizo efectiva, ya que continuaron las obras de explotación y construcción alrededor de la cueva, provocando diversos derrumbamientos en su interior, cosa de la cual se lamenta Carlos Callejo.

La cueva de Maltravieso, gravemente dañada. Al intentar recientemente practicar una visita a la Cueva Maltravieso, Monumento Nacional y Estación Paleolítica de primer orden en España, se han encontrado considerables destrozos en la primera mitad de su recinto y un total desplome de bóvedas en la segunda. Con ello, la gruta ha quedado completamente inútil para su visita que resultaría sumamente peligrosa y se han perdido o por lo menos han quedado inaseguibles (no es posible calibrar la magnitud de los daños) seis de los veinticuatro paneles de pinturas rupestres.
En distintas épocas y con reiteración, esta Delegación de Excavaciones ha venido haciendo advertencias acerca del peligro de las explosiones de barrenos, excavaciones y otras obras en las inmediaciones de la Cueva, dada la inseguridad de los estratos calizos, con pronunciado buzamiento y muy poca adherencia que constituían su estructura.
De los daños ha sido informada la Dirección de Bellas Artes y se hace precisa una reapertura y apuntalamiento eficaz de la Cueva si no se quiere que se pierda totalmente este milenario vestigio de los remotísimos pobladores de la comarca, cuya importancia han reconocido los más eminentes sabios extranjeros y españoles y que Cáceres debería tener el mayor orgullo en conservar.
Carlos Callejo Serrano, Delegado Provincial de Excavaciones y Secretario de la Comisión de Monumentos. El Periódico de Extremadura. 21 de junio de 1968

Paralelamente se sucedían entradas incontroladas de visitantes, que, usando diversos métodos de iluminación, como la quema de suela de zapatos, deterioraron gravemente las pinturas. En 1985 se declara Bien de Interés Cultural tras la aprobación de la Ley 16/1985 de Patrimonio Histórico Español, gozando de su máxima protección. Además, la Junta de Extremadura asumió las competencias de su protección al aprobar la Ley 2/1999 de Patrimonio Histórico y Cultural de Extremadura.

## Investigación de la UNED (1996-1999)
En 1995 la Junta de Extremadura apoya un proyecto de investigación orientado a la recuperación integral de la cueva y sus alrededores. Dicho proyecto fue asumido por el Laboratorio de Estudios Paleolíticos de la UNED, el cual se encargó de estudiar el arte rupestre de la cavidad con tecnologías modernas, tales como el uso de fotografías ultravioletas y el tratamiento infográfico de las fotografías digitales realizadas en busca de detalles que, por el estado de conservación de las pinturas, a simple vista no son perceptibles. También se realizó un estudio planimétrico de la cavidad para ubicar adecuadamente la situación de las distintas manifestaciones artísticas. Los resultados de esta nueva investigación permitieron aumentar el número de representaciones rupestres. Por ejemplo, el número de improntas de manos conocidas hasta entonces era de 37, y con la nueva investigación aumentó a 71.

### Creación del Centro de Interpretación de Maltravieso
Debido a las investigaciones realizadas hasta entonces, en 1999 se inaugura un Centro de Interpretación, incorporado a la Red de Museos de Identidad de Extremadura, y dependiente del Museo de Cáceres, que fue reformado sucesivamente en 2010 y 2019 para actualizar sus contenidos y hacerlo totalmente accesible. La Diputación Provincial promovió desde 1987 la rehabilitación de la zona de la cueva al englobarse en el casco urbano de la ciudad, para evitar la situación de abandono y degradación que estaba sufriendo hasta entonces.

## Investigación del Equipo Primeros Pobladores de Extremadura (EPPEX) (2001-2007)
El equipo Primeros Pobladores de Extremadura visita, en el año 2001, varias cuevas pertenecientes al Calerizo de Cáceres para evaluar la viabilidad de una exploración y posterior excavación arqueológica de las mismas. Entre ellas se encuentran la Cueva de Santa Ana, la Cueva de El Conejar y la Cueva de Maltravieso. En esta última, se acometieron dos procesos: primero, limpiar de escombros el interior de la cavidad para poder realizar sondeos mecánicos; y segundo, comenzar la excavación arqueológica y el posterior estudio científico.

### Limpieza de la cueva y sondeos
Durante el estudio inicial de las pinturas rupestres de Maltravieso, realizado por Martín Almagro en 1960, se construyó una trinchera desde el inicio hasta la última sala de la cueva para favorecer el paso y hacer más accesibles las manifestaciones artísticas a los expertos. En vez de extraer el material de las trincheras y sacarlo al exterior, este fue acumulado a los lados de la misma. Esta acumulación, junto con la propia de la cueva, hacía imposible reconocer las formaciones geológicas y el propio espacio interior. Por lo tanto, el EPPEX invirtió varios años en su limpieza interior, llegando a descubrir que la tierra movida para la realización de la trinchera contenía restos de animales hoy extinguidos, que, junto con análisis posteriores, determinaron que pertenecían al Pleistoceno.
Paralelamente, en el año 2002 y en el exterior de Maltravieso (en la antigua Sala del Descubrimiento desaparecida actualmente), se efectuaron varios sondeos en busca de restos arqueológicos de dicha sala. El resultado fue un esqueleto infantil humano fuera de contexto, debido presumiblemente a los trabajos de cantería realizados hacia la mitad del siglo XX. En este esqueleto se reconocían un conjunto de paleopatologías asociadas a trabajos intensivos y regulares.

### Excavación arqueológica y paleontológica
Aparte de la Sala del Descubrimiento, aún se conservan varias salas prácticamente intactas en su interior, como la Sala de las Chimeneas, situada al fondo de la cavidad, y la Sala de los Huesos, a pocos metros de la entrada actual. Ambos sitios han sido objeto de excavación arqueo-paleontológica durante muy pocos años hasta su paralización. En la primera de ellas, el objetivo inicial era encontrar los restos asociados a los artistas que pintaron las manifestaciones rupestres. La segunda de ellas, la Sala de los Huesos, con una antigüedad entre 117,000 y 183,000 años (datadas con precisión dos planchas estalagmíticas que recubren por arriba y por abajo los sedimentos, usando la técnica radiométrica de uranio/torio).

## Investigaciones recientes

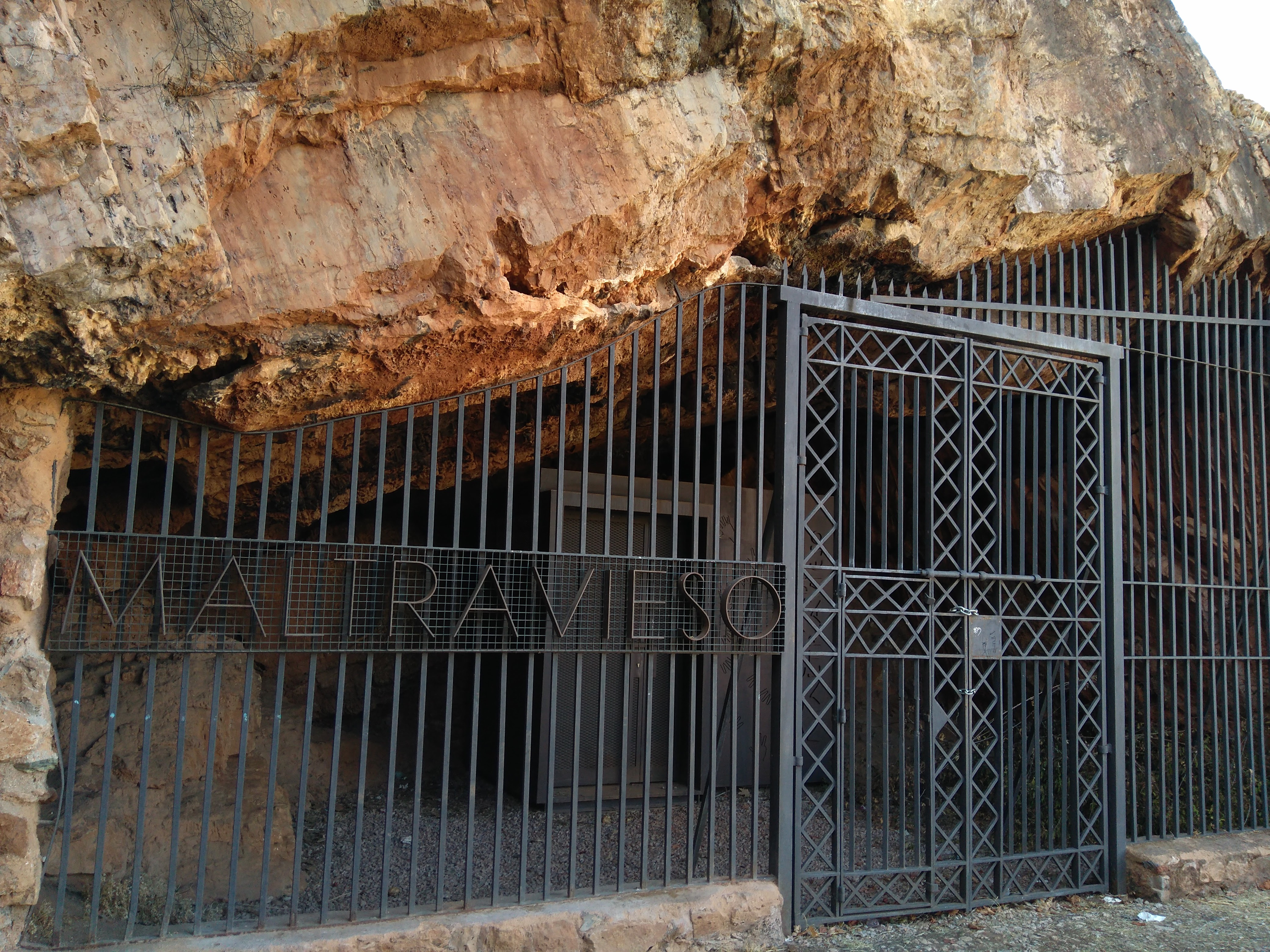
La entrada a la cueva en 2017.

Estudios recientes datan las pinturas mucho más atrás en el tiempo. Una investigación internacional liderada por el Instituto Max Planck de Antropología Evolutiva y por la Universidad de Southampton, en la que han colaborado arqueólogos españoles y que ha empleado la datación uranio-torio, ha sido publicada en la revista estadounidense Science y fija en 66 700 años la antigüedad de una de las manos de la cueva, lo que podría certificar que sus autores fueron personas de la especie Neandertal.

## Fases de ocupación
Según estos datos existen tres momentos de uso de la cavidad: Paleolítico Inferior, Paleolítico Superior y Edad del Bronce.
El reciente desarrollo del proyecto de investigación Primeros Pobladores de Extremadura, codirigido por Eudald Carbonell, Antoni Canals y Sauceda, ha añadido algunos datos a nuestro conocimiento sobre Maltravieso, donde se ha recogido el fruto de los trabajos de investigación en forma de una industria lítica de tipo Achelense asociada a restos óseos de una fauna propiamente pleistocénica ya en parte conocida (gamo, oso, uro, caballo, rinoceronte, lince, hiena, ...) que ha permitido fechar el conjunto entre 350.000 y 120.000 B.P.
Las pinturas de Maltravieso, descubiertas en 1956 por Carlos Callejo Serrano, son de las pocas manifestaciones rupestres en el interior peninsular, y las únicas pictóricas de Extremadura. Las pinturas son de varios tipos:
- Puntiformes.
- elementos lineales.
- zoomorfos (cérvidos, cápridos y un bóvido).
- manos (con y sin meñique).

El motivo más recurrente y conocido de la cueva de Maltravieso son las manos en negativo, de las que se han contado más de setenta; junto a ellas, hay también un gran número de ideomorfos; pero las investigaciones más recientes han permitido documentar representaciones pintadas parciales de un équido, un cáprido, un cérvido y un bóvido, así como otros animales grabados más difíciles de interpretar, al menos dos cápridos, un cérvido y un bóvido. Estas improntas de manos, tanto en positivo, como en negativo o mixtas, son todavía de difícil interpretación para los arqueólogos. Muchas de las improntas de manos no representan el dedo meñique, aunque está descartada la teoría de las mutilaciones rituales. Los artistas las realizaron plasmando sus manos, algunas de ellas sobrescribieron el dedo meñique con pintura, según ha demostrado la fotografía mediante infrarrojos. Estos motivos parecen tener una amplia cronología que abarca desde el Auriñaciense al Magdaleniense. Hoy son conocidos otros hallazgos de arte rupestre en zonas aledañas a Extremadura, como Escoural, Vale do Côa o Mazouco en Portugal, y Siega Verde en Salamanca, sigue siendo Maltravieso una referencia imprescindible en el arte prehistórico peninsular.
En cuanto a la necrópolis de la Edad del Bronce hay que decir que siempre ha sido difícil situarla dentro de una cronología precisa. Algunos autores hablaron de Neolítico por los motivos decorativos de la cerámica que apareció junto a los cráneos, y otros de Edad del Bronce. De los cráneos destaca uno de ellos por presentar una trepanación en el parietal izquierdo a la que el individuo sobrevivió, como demuestra la regeneración del tejido óseo en los bordes de la herida. La última interpretación publicada por E. Cerrillo Cuenca y A. González Cordero defiende que Maltravieso es una cueva sepulcral con una cronología de Proto-Cogotas I, de mediados del II milenio, por tanto de la Edad del Bronce. Esta cronología se ha otorgado por las similitudes de la cerámica con otros yacimientos conocidos tanto en La Meseta como Extremadura.

## Visita
Desde abril de 2019 se abrió a la visita pública limitada y controlada por la Junta de Extremadura y hay un centro de interpretación, dependiente del Museo de Cáceres, en sus inmediaciones que explica la historia de la cueva y los elementos hallados en ella. Existe una pequeña reproducción de la cueva. También se proyecta un vídeo de unos 8 minutos en el que se explica la importancia de la cueva y del Calerizo cacereño. Las cerámicas, cráneos y una punta de lanza se encuentran en las vitrinas de las salas de Prehistoria del Museo de Cáceres. 